# Sy Khim Piao
Sy Khim Piao (* um 1930) ist ein philippinischer Badmintonspieler.

## Karriere
Sy Khim Piao ist eine der bedeutendsten Persönlichkeiten des philippinischen Badmintonsports der 1950er und 1960er Jahre. Von 1953 bis 1966 war er bei den nationalen Titelkämpfen sechs Mal im Herreneinzel erfolgreich. Weiterhin erkämpfte er in dieser Zeit fünf Doppeltitel. 1958, 1959 und 1960 gewann er die offen ausgetragenen nationalen Badmintonmeisterschaften von Hongkong im Herrendoppel. 1962 war er dort im Mixed erfolgreich.

## Referenzen
- Annual Handbook of the International Badminton Federation, London, 29. Auflage 1971, S. 266–267

| Personendaten    | Personendaten                    |
| ---------------- | -------------------------------- |
| NAME             | Sy, Khim Piao                    |
| KURZBESCHREIBUNG | philippinischer Badmintonspieler |
| GEBURTSDATUM     | um 1930                          |